# Bjørn Poulsen (historiker)
 For alternative betydninger, se Bjørn Poulsen. (Se også artikler, som begynder med Bjørn Poulsen)
Bjørn Poulsen (født 30. marts 1955) er professor ved Aarhus Universitet (2001). Han har en cand.mag. i historie og europæisk etnologi fra  Københavns Universitet 1983 og modtog sin 
Dr.phil. i 1989.

## Forskning
Sin forskning har Bjørn Poulsen rettet mod især de økonomiske forhold i det slesvigske område. Han har blandt andet påvist, at hertugdømmet Sønderjylland var delt i tre landskabelige områder: det østlige morænelandskab, gesten i den midterste del af landet og marsken mod vest, hvilket afspejlede også de økonomiske forhold: hvor bønderne i den østlige del af Sønderjylland levede i en traditionel, næsten lukket fæsteøkonomi under godserne, så var bønderne i landets vestlige del langs gestranden i stand til at skabe et omsætningsbart overskud. Dette indebar, at de i langt højere grad blev inddraget tidligt (det vil sige fra 1400-tallet) i købstædernes handel og kreditgivning og ligeledes selv var i stand til at opbygge formuer. I sin doktordisputats har han gjort sig til talsmand for den opfattelse, at denne økonomiske forskel ligeledes lå bag henholdsvis de kongetro og de, der sluttede sig til oprøret i 1472, da grev Gerhard af Oldenborg forsøgte at gøre sig til herre over Sønderjylland.
Med til Bjørn Poulsens forskning hører tillige undersøgelser af skibsfart og samhandel mellem hertugdømmet og de kongerigske dele på den ene side og mellem hertugdømmet og Nederlandene på den anden i 1500-tallet.

## Forfatterskab
- Bjørn Poulsen: Bondens penge. Studier i sønderjyske regnskaber 1400-1650; Landbohistorisk Selskab 1990
- Bjørn Poulsen: "Land og by i middelalderen" (Per Ingesman og Jens Villiam Jensen (red.): Danmark i senmiddelalderen; Aarhus Universitetsforlag 1992; ISBN 87-7288-456-8 (s. 196-220)
- Bjørn Poulsen og Inger Biehl Hansen: Med egen hånd. Optegnelser fra Fladsten og Ørsted 1592-1809; Landbohistorisk Selskab 1994
- Jan Bill, Bjørn Poulsen, Flemming Rieck og Ole Ventegodt: Dansk søfarts historie, I: Indtil 1588 (red. af Ole Feldbæk m.fl.); Gyldendal, 1997
- Nils Hybel and Bjørn Poulsen: The Danish resources c. 1000-1550. Growth and recession; Leiden, Brill 2007

### På internettet
- Bjørn Poulsen: Land - by - marked: to økonomiske landskaber i 1400-tallets Slesvig; Flensborg 1988; (Webside ikke længere tilgængelig) ISBN 87-89178-00-9
- Bjørn Poulsen: "Slesvig før delingen i 1490. Et bidrag til senmiddelalderens finansforvaltning" (Historisk Tidsskrift, Bd. 15, rk. 5; 1990)
- Bjørn Poulsen: "Alle myne rent. Bondekredit i 15-1600-tallet" (Historisk Tidsskrift, Bd. 15, rk. 5; 1990) (Webside ikke længere tilgængelig)
- Bjørn Poulsen: "Skibsfart og kornhandel omkring de slesvigske kyster ved det 16. århundredes begyndelse" (Historie/Jyske Samlinger, Bind 1995; 1995)